# Тритон Кареліна

Розповсюдження тритона Кареліна на території України

Тритон Кареліна номінативного підвиду (самка)

Типовий біотоп тритона Кареліна (АР Крим, Алуштинська міськрада, околиці с. Лучисте)

Тритон Кареліна (Triturus karelinii) — вид тварин з роду тритонів (Triturus) ряду хвостатих земноводних.
Раніше тритон Кареліна вважався одним з підвидів гребінчастого тритона.
За результатами недавніх каріологічних і біохімічних досліджень він був виділений в самостійний вид.
В даний час у тритона Кареліна виділяють два підвиди:
- Triturus karelinii karelinii (Strauch, 1970) — номінативний підвид,
- Triturus karelinii arntzeni (Litvinchuk, Borkin, Dzukic, Kalezic, 1999)[2].

## Загальний опис
Тритон середніх розмірів, довжина тіла (з хвостом) близько 130 мм, зовнішньо схожий на гребінчастого тритона. Два ряди піднебінних зубів, що починаються попереду хоан, вигнуті й розходяться у своїй задній частині. Хвіст з боків сплющений. Спинний гребінь самців у шлюбний період не такий високий, як в гребінчастого тритона, і його перерва при переході на хвостову частину зазвичай виявлена не так виразно. Забарвлення тіла від темно-брунатного до світложовтого тла з темними плямами, на помаранчевому чи помаранчево-жовтому череві — чорні плями. Колір горлової частини звичайно яскраво-жовтий (інколи до червонуватих відтінків) з темними плямами. Шкіра грубозерниста.
Статевий диморфізм виявлений у розвитку спинного гребеня в самців в сезон розмноження, більших, порівняно з самицями розмірах, та темному кольорі клоаки (в самиць клоака світла).
Раніше цей тритон розглядався як підвид гребінчастого тритона — Triturus cristatus karelinii, однак використання каріологічних та біохімічних методів дослідження цих тварин з різних ділянок їхнього ареалу, а також порівняння з іншими спорідненими таксонами, дозволило дійти висновку про істотні відміни й надати їм статус самостійного виду. За останніми відомостями вид представлений двома підвидами — Triturus karelinii karelinii та Triturus karelinii arntzeni. В Україні живуть тритони номінативного підвиду (Triturus k. karelinii).

## Поширення
Ареал виду охоплює південь та центр Сербії, схід Македонії, північний схід Греції, більшу частину Болгарії, європейську частину Туреччини та турецьке узбережжя Чорного та Егейського морів, Грузію та Азербайджан. Ізольовані популяції наявні в Криму, на російському чорноморському узбережжі та Північному Кавказі, в Дагестані, в південному Азербайджані (Талиські гори) та іранському узбережжі Каспійського моря; також, за деякими даними, невелика ізольована популяція наявна на російському узбережжі Азовського моря. В межах свого ареалу зустрічається на висотах від -28 метрів від рівня Світового океану (узбережжя Каспійського моря) до 2100 метрів над рівнем океану (західний Кавказ). Для детальнішої інформації щодо розповсюдження виду див. карту розповсюдження за даними МСОП в розділі «Посилання».
У межах України водиться у гірсько-лісовій та передгірській частинах Кримського півострова, від Севастополя на заході до Алушти на сході, на північ — приблизно до Сімферополя.

## Морфологія
Порівняно з іншими тритонами цієї групи, тулубових хребців з ребрами в тритона Кареліна зазвичай менше — в середньому 14,2 ± 0,44 (у T. cristatus і T. dobrogicus 17,5 ± 0,58 і 16,0 ± 0,41 відповідно). 
Для самців характерні дещо менші порівняно з самицями розміри. Так, у вибірці 2003 р. з околиць с. Тернівки Севастопольської міськради АР Крим, для самиць (n = 16) були характерні L. 62,2±0,7 мм і L. cd. 50,2±1,13 мм, а для самців (n = 15) ці ж показники відповідно становили 58,2 ± 1,19 мм і 47,2 ± 1,09 мм.
Цікавість викликають відміни у розмірах між тваринами з цієї точки збору та тритонами, зібраними в Криму у 60-х роках минулого століття. Так, середня L. останніх становила 63,33 ± 7,04 мм, а L. cd. 58,73 ± 7,97 мм, P. a. 24,62 ± 4,01 мм, P. p. 25,98 ± 5,27 мм (не виключено, що цим показникам властиве «зміщення» у бік самців, які представляли понад 70% усієї вибірки). Самці й самиці (обидві статі разом), зібрані у 2003 р., характеризувалися L. 60,3 ± 0,76 мм, L. cd. 48,7 ± 0,82, Lt. c. 12,3 ± 0,14, P. a. становила 20,4 ± 0,27, P. p. — 22,1 ± 0,27, DiE — 32,4 ± 0,58, IW 63,2 ± 0,98.Матеріали дослідження T. karelinii з Західної Європи показали мінливість IW самців у межах 59,5–75,0%, самиць 50,5–67,1%.
Результати вивчення цих тритонів у різних регіонах Західного Кавказу свідчать про відмінності у виявленні статевого диморфізму та розмірних показників між популяціями північного та південного (узбережжя Чорного моря) схилів Головного Кавказького хребта. Так, у першому випадку, статевий диморфізм виявляється лише за L., а в другому (крім L.), за P. p. , а також за індексами L. c./L. і P. a./P. p.. В іншому регіоні (Східний Кавказ, Дагестан) достовірні статеві відмінності відзначені не лише для розмірів тулуба, але й для інших зовнішньоморфологічних ознак. Так, середні розміри майже усіх показників дагестанських самців та самиць (n = 10 та n = 11 відповідно) перевищують такі в тварин з Криму: L. = 68,3 і 74,1 мм, L. c. = 61,25 і 67,3 мм, P. a. = 26,6 і 25,64 мм, P. p. = 26,6 і 23,8 мм.
Дані з каріотипів кримських популяцій відсутні, але за матеріалами вивчення хромосом цих тритонів з інших ділянок ареалу, до їхнього диплоїдного набору також входять 24 двоплечі хромосоми (2n = 24, NF = 48).
При визначенні кількості ядерної ДНК тритона Кареліна виявилося, що ці тварини характеризуються найвищим її вмістом порівняно з представниками інших споріднених таксонів. Ця величина коливається від 1,159 до 1,262 (у відносних одиницях, стандарт — еритроцити тритона іспанського Pleurodeles waltl) або від 58,8 до 64,0 пг. Існують також відміни у середньому рівні гетерозиготності (Н), який змінюється від 0,117 у популяціях з території колишньої Югославії та 0,018 з Криму, до 0,042 з Грузії. За іншими даними рівень гетерозиготності популяції Криму становить 0,033.
Генетична дистанція між тритоном Кареліна та гребінчастим тритоном становить 0,482 ± 0,039, що істотно менше, ніж між T. karelinii та T. dobrogicuis — 0,949 ± 0,020.
У тритона Кареліна з Сербії виявлено декілька діагностичних алелів, наявних також і в інших видів — гребінчастого та сірого тритонів, однак гетерозиготність за цими алелями відсутня, що, імовірно, свідчить про відсутність гібридизації з іншими видами тритонів. З іншого боку, порівняння мітохондріальної ДНК тритона Кареліна та дунайського тритона дозволило висловити припущення,що в деяких районах Сербії можливість гібридизації поміж цими видами усе ж не може бути повністю виключена.
Особливу цікавість викликають результати експериментальної гібридизації тритона Кареліна з іншими видами. Так, відзначали його парування з гребінчастим тритоном та запліднення ікри в лабораторних умовах, а також її нормальне борознування та вилуплення личинок, розвиток до дорослої стадії, і навіть одержання фертильних гібридів, здатних продукувати гібриди другого покоління. Приблизно така сама картина спостерігалася і в схрещуваннях з T. carnifex та з T. marmoratus, але не при гібридизації з Ommatotriton ophryticus (раніше T. vittatus) (тут успішним було лише штучне запліднення ікри, розвиток якої згодом припинявся).

## Місця перебування та чисельність
Більшу частину періоду активності (від початку весняного пробудження й до кінця сезону розмноження — приблизно до кінця травня — липня) зазвичай віддає перевагу постійним стоячим та слабопроточним водоймам.
Так, поблизу гори Демерджі в околицях Алушти відзначалося декілька особин цього виду в одному невеликому штучному водоймищі діаметром 15–20 м та глибиною до 70–80 см, в іншому — до 100 м в діаметрі та до 1,5 м глибини. Біля Севастополя (околиці с. Тернівка) тритони Кареліна відзначені у штучному озері площею 800–1000 м² на глибині 50–100 см.
За даними обліку в цьому місці навесні 2003 р. чисельність тритонів на 50–70 м берегової лінії становила 40–50 особин. У травні 2005 р. в околицях с. Лучисте Алуштинської міськради (біля гори Демерджі) у двох сусідніх ставах було відловлено 8 особин тритонів на ділянці 50–70 м берегової лінії та 11 тварин було виявлено неподалік у двох штучних ямах розміром приблизно 30×30 см і глибиною близько 30 см.

## Особливості біології
Поява після зимівлі залежить від ряду чинників, у тому числі й від висоти над рівнем моря, специфіки погодних умов, і може відбуватися вже наприкінці лютого. У середині — другій половині березня самці набувають шлюбного вбрання, і їх у цей час можна зустріти у водоймах. Як правило, такі водойми прив’язані до гірсько-лісової зони, однак відзначені випадки, коли тритони в сезон розмноження займали водойми на ділянках з ксерофітною рослинністю. Приблизно до серпня тритони ведуть водний спосіб життя, проявляючи при цьому денну активність, після чого покидають водойми. Відомі факти, коли тритони в кінці серпня знову поверталися у водойми після того, як ті знову наповнювались водою після літніх дощів (Північний Кавказ, Дагестан).
На суші сховищами служать щілини під корою повалених дерев та пнів, порожнини під каменями тощо. Відзначені доволі далекі міграції, коли тритонів знаходили за 2 км від найближчих водоймищ. Приблизно у жовтні тритони йдуть на зимівлю, яка, найбільш імовірно, відбувається приблизно у таких самих сховищах. Не виключено, що тритони Кареліна можуть зимувати у водоймах, і тоді ці амфібії, порівняно з іншими представниками даної групі, являють собою найбільш водний вид.
Шлюбні ігри тритонів у Криму відзначені у квітні–травні. Самці прикріплюють капсули зі сперматозоїдами до водяних рослин, і самиця захоплює їх краями клоаки. Самиця відкладає на рослини (на глибині 10–25 см) до 190 ікринок, з яких за 10–12 днів вилуплюються личинки. Є дані, що вихід личинок у часі дещо розтягнутий,що зумовлено тривалістю відкладання ікри.
Дані з ембріонального та личинкового розвитку фрагментарні. Відомо, що на початкових стадіях розвитку в забарвленні личинок переважають світло-оливкові тони, згодом вони темнішають. Хвостовий плавець закінчується ниткуватим відростком. Поперечних (костальних) борозен на тілі, порівняно з іншими видами тритонів цієї групи, менше: звичайно 9–10, у інших видів — 11–12. Личинки деякий час ведуть нерухомий спосіб життя, прикріпившись до підводних каменів чи рослин. Спочатку розвиваються лише передні кінцівки, а згодом, при довжині тіла близько 2 см, і задні. Метаморфоз настає у другій половині серпня при довжині тіла з хвостом 50–80 мм, хоча є ряд доказів, що частина тварин не встигає його пройти й зимує на стадії личинки. Статева зрілість настає у віці 5–6 років. Матеріали обліку в травні 2003 р. в західній частині Криму (Севастопольська міськрада) показали приблизно однакове співвідношення самців та самиць. Майже такі самі дані наведено для однієї з популяцій на Північному Кавказі (Дагестан), де співвідношення статей в середині травня було близьким до 1 : 1, хоча на початку квітня серед 47 особин нараховувалося лише 4 самці.
За даними спеціальних досліджень, проведених у Криму, у складі живлення найбільшу роль відіграють безхребетні, тією або іншою мірою пов’язані з водоймами: водяні ослики (Asellus aquaticus) (понад 50%), черевоногі молюски (близько 17%), личинки плавців (понад 12%) та ін. Решта груп була наявна у незначній кількості (дощові черви, бокоплави, волохокрильці, павукоподібні тощо). Личинки найчастіше живляться дрібними водяними ракоподібними (циклопи, дафнії), личинками двокрильців, молюсками.

## Охорона
Вид занесено до Додатку II «Конвенції з охорони дикої флори і фауни та природного середовища існування в Європі» (категорія «види, що підлягають особливій охороні») та до «Червоної книги Міжнародного союзу охорони природи (МСОП)», а також включено до третього видання «Червоної книги України» (категорія «вразливі види»).